# بول بوير
بول بوير (بالإنجليزية: Paul D. Boyer)‏ (31 جويلية 1918) هو عالم أمريكي في الكيمياء الحيوية والكيمياء التحليلية وبروفيسور في جامعة كاليفورنيا (لوس أنجلس) ،حاصل على جائزة نوبل في الكيمياء عام 1997 وذلك لاكتشافه الوسائل الانزيمية لإنتاج أدينوسين ثلاثي الفوسفات بالمشاركة مع جون ووكر وشاركهم بالجائزة في نفس العام الداينامركي ينز سكو لاكتشافه مضخة الصوديوم والبوتاسيوم.

## ولادته وتعليمه
ولد بوير في بروفو، يوتا ونشأ وترعرع في عائلة مورمونية. التحق بمدرسة بروفو الثانوية، حيث كان نشطًا في اتحاد الطلبة وفريق المناقشة. حصل على بكالوريوس علوم وعلى درجة الدكتوراه في الكيمياء من جامعة بريغهام يونغ عام 1939 وحصل على منحة مؤسسة خريجي ويسكونسن لأبحاث الدراسات العليا. قبل خمسة أيام من مغادرته إلى ويسكونسن، تزوج بول من ليدا ويكر في عام 1939، ودام زواجهما لما يقارب الثمانين عامًا حتى وفاته في عام 2018. أنجب الزوجان ثلاثة أطفال سوية.
على الرغم من انضمام عائلة بوير للمجتمع المورموني في ولاية ويسكونسن، فقد اعتبروا أنفسهم «غير مؤمنين» وشككوا في الادعاءات العقائدية لكنيسة يسوع المسيح لقديسي الأيام الأخيرة (كنيسة إل دي أس). بعد تجربته للتوحيدية، أصبح بوير في نهاية المطاف ملحدًا. كان في عام 2003 واحدًا من ال22 حائزًا على جائزة نوبل الذين وقعوا على البيان الإنساني الثالث.

## مهنته الأكاديمية
بعد حصول بوير على درجة الدكتوراه في الكيمياء الحيوية من جامعة ويسكونسن ماديسون عام 1943، قضى سنوات في جامعة ستانفورد للعمل على مشروع بحثي متعلق بالحرب، مخصص لتثبيت الألبومين المصلي لعمليات نقل الدم. بدأ حياته المهنية البحثية المستقلة في جامعة منيسوتا وقدم أساليب حركية ونظائرية وكيميائية للتحقيق في آليات الإنزيمات. في عام 1955، حصل على زمالة غوغنهايم وعمل مع البروفيسور هوغو تيورل على نازعة هيدروجين الكحول. في عام 1956، وافق على منصب أستاذ في مؤسسة هيل وانتقل إلى الحرم الطبي بجامعة منيسوتا. في 1959-1960، شغل بوير منصب رئيس قسم الكيمياء الحيوية في الجمعية الكيميائية الأمريكية ورئيس للجمعية الأمريكية للكيميائيين البيولوجيين في 1969-1970.
كان منذ عام 1963 أستاذًا في قسم الكيمياء والكيمياء الحيوية في جامعة كاليفورنيا، لوس أنجلوس. أصبح في عام 1965 المدير المؤسس لمعهد البيولوجيا الجزيئية، وكان رئيس قرار بناء مبنى ومنظمة برنامج الدكتوراه المستقل. لم تقلل هذه الخدمة المؤسسية من إبداع وتفرد برنامجه البحثي، ما أدى إلى اقتراحه ثلاث افتراضات لآلية أيه تي بي سينثاز. الأولى: لم تُستخدم مدخلات الطاقة في المقام الأول لتشكيل الأية تي بي ولكن لتعزيز ربط الفوسفات. الثانية: مرور ثلاثة مواقع تحفيزية متطابقة بتغييرات ربط إلزامية متسلسلة. ثالثًا: كانت التغييرات الملزمة للوحدات الفرعية التحفيزية، المرتبة بشكل دائري على محيط الإنزيم، مدفوعة بتناوب وحدات بروتين فرعية.
كان بول بوير محررًا أو محررًا مشاركًا في المراجعة السنوية للكيمياء الحيوية من 1963-1989. كان محرر السلسة الكلاسيكية والمسماة بـ «الإنزيمات». كان في عام 1981، محاضرًا في أبحاث الكلية في جامعة كاليفورنيا. حصل في نفس العام على وسام تولمان المرموق من قسم جنوب كاليفورنيا للجمعية الكيميائية الأمريكية.

## موته
توفي بوير في 2 يونيو 2018 عن عمر يناهز 99 عامًا، في منزله في لوس أنجلوس بسبب فشل في الجهاز التنفسي.

## روابط خارجية
- بول بوير على موقع الموسوعة البريطانية (الإنجليزية)
- بول بوير على موقع مونزينجر (الألمانية)
- بول بوير على موقع إن إن دي بي (الإنجليزية)